# Rueda Mágica
Rueda Mágica es una escultura monumental realizada por el artista estadounidense Todd Williams como parte de la Ruta de la Amistad, un conjunto de 19 esculturas realizadas por artistas de diversas nacionalidades para conmemorar los Juegos Olímpicos de México 1968. La obra fue instalada en las pistas de calentamiento de la Villa Olímpica de la Ciudad de México. Fue la novena estación de la ruta y representó a Estados Unidos en la exposición.
La escultura consiste en tres piezas de concreto armado de forma ovoide que se unen en forma de techo con espacio para caminar por debajo de ella. La obra está pintada con franjas de diferentes colores, tiene 7 metros de altura y fue instalada sobre un montículo de roca volcánica.